# 男鹿中村
男鹿中村（おがなかむら）は秋田県南秋田郡にあった村。現在の男鹿市北部、男鹿中各町にあたる。

## 地理
- 海：日本海
- 山：寒風山、毛無山、本山

## 歴史
- 1889年（明治22年）4月1日 - 町村制の施行により、滝川村、中間口村、浜間口村、山町村の区域をもって発足。
- 1954年（昭和29年）3月31日 - 船川港町・脇本村・戸賀村・五里合村と合併して男鹿市が発足。同日男鹿中村廃止。